# Tales to Astonish
Tales to Astonish (с англ. — «Поразительные истории») — название двух серий комиксов и одиночного комикса издательства Marvel Comics. В период с 1959 по 1968 год серия представляла собой антологию научно-фантастических историй, иллюстрированных такими художниками, как Джек Кирби и Стив Дитко, в которых были представлены супергерои так называемого Серебряного века комиксов. Серия, начиная с выпуска #102, сменила название на The Incredible Hulk vol. 2 (рус. Невероятный Халк). Родственной серией является Tales of Suspense.
Под этим же названием с 1979 по 1981 год Marvel Comics выпустила серию из 14 выпусков, содержащую переизданные истории о Нэморе-подводнике. Выход одиночного комикса об этом персонаже состоялся в 1994 году.

## История публикации

### Антология научной фантастики
В первые годы после запуска (январь 1959 — август 1962) Tales of Suspense выходил в печать под маркой издательства Atlas Comics. После закрытия Atlas право на издание серии перешло к Marvel Comics. Выпуски содержали в себе научно-фантастические истории, над которыми в основном работали главный редактор Стэн Ли и штат художников, включающий в себя Джека Кирби, Стива Дитко, Дона Хэка, Дика Айерса, Джо Синнотта и Пола Реймана. В истории «The Man In The Ant Hill» (январь 1962, выпуск #27) дебютировал персонаж Хэнк Пим, который позже будет выступать под именем Человек-муравей. С 1964 года каждый выпуск Tales to Astonish состоял из историй о разных супергероях. Первый комикс данного формата включал в себя истории о Человеке-гиганте и Халке.

### Человек-муравей/Человек-гигант
Возвращение ученого Генри Пима состоялось на страницах выпуска #35 в сентябре 1962. В этом комиксе он уже был представлен как супергерой Человек-муравей, одетый в кибернетический шлем и красный костюм. Серия была создана по идее Стэна Ли и сценарию его брата Ларри Либера. Изначально иллюстрациями занимался Джек Кирби, позже к нему присоединился Дон Хэк и другие художники. Первую половину выпуска занимали истории о Человеке-муравье, в то время как вторая была посвящена научно-фантастическим сюжетам. В течение серии Человек-муравей сталкивался с такими антагонистами как Защитник, Дикобраз, Товарищ Икс, Яйцеголовый и Алый жук. В выпуске #44 (июнь 1963) Пим объединяется в команду с бывшей светской львицей Джанет Ван Дайн, известной как супергероиня Оса.
В выпуске #49 (ноябрь 1963) Человек-муравей приобретает способность изменять размер своего тела в обоих направлениях и становится Человеком-гигантом.
Среди противников Человека-гиганта особо выделяется инопланетянин, названный Живым ластиком. Историк комиксов Лес Дэниелс отметил, что союз знаменитых Ли и Кирби, создавших данного персонажа, может послужить примером ошибки возможной даже для легендарных личностей. Спустя десятилетия команда Живых ластиков появится в серии 2005—2006 годов Nick Fury's Howling Commandos.
Стэн Ли являлся сценаристом практически всех выпусков за исключением двух историй, написанных Леоном Лазарусом (#64, февраль 1965) и Элом Хартли (#69, июль 1965). Во второй половине серии к команде художников присоединились двое представителей периода, обозначенного фанатами и историками комиксов как Золотой век, Карл Бургос и Боб Пауэлл.
В выпусках #51-56, издававшиеся под заголовком Tales of the Wasp (рус. Рассказы Осы), Оса была представлена как связующее звено с научно-фантастическими историями без супергероев. Также с её участием были созданы две побочные сольные истории. Все эти комиксы были написаны и нарисованы Либером.

### Халк и Подводник
Персонаж Халк, чья оригинальная серия The Incredible Hulk (рус. Невероятный Халк) была отменена после выхода шести выпусков в 1962-63 годах, возвращается в качестве одного из главных героев Tales to Astonish на страницах выпуска #60 (октябрь 1964) сразу после появления в роли противника Человека-гиганта в предыдущем комиксе. На волне популярности он появился в трёх выпусках Fantastic Four (рус. Фантастическая четвёрка) и одном The Amazing Spider-Man (рус. Удивительный Человек-паук). В новых историях был представлен персонаж Лидер, ставший позднее самым главным врагом Халка и, кроме того, открывший его личность общественности.
Супергерой Нэмор-подводник дебютировал в выпуске #70 (август 1965). Начиная с выпуска #102, Tales to Astonish была переименована в The Incredible Hulk (апрель 1968). После этого Подводник появился в одиночном комиксе Iron Man and Sub-Mariner #1 (рус. Железный человек и Подводник) перед стартом собственной серии из 72 выпусков.

## Возрождение серии
Второй том Tales to Astonish, изданный под логотипом Tales to Astonish starring the Sub-Mariner, включает в себя переизданные версии выпусков Sub-Mariner #1-14 (май 1968 — январь 1981). Все комиксы, кроме последнего выпуска, представляли собой 18-страничные версии оригинальных историй из 20 страниц с переработанным текстом. В обложках неоднократно использовались изображения из оригинальной серии.
Tales to Astonish vol. 3, #1 (декабрь 1994) представляет собой одиночный 72-страничный комикс с такими персонажами как Халк, Подводник, Человек-муравей и Оса в истории «Loki’s Dream» (рус. Сон Локи). Над комиксом работали сценарист Дэвид Питер и художник Джон Эстес.

## Коллекционная значимость
Выпуски Tales To Astonish #27, в котором впервые появляется Хэнк Пим (первый Человек-муравей), и Tales to Astonish #35, в котором Хэнк Пим впервые появляется в своём костюме супергероя, являются «ключевыми» и обладают большой коллекционной значимостью. Оригинальная копия выпуска #27, оценённая специальной компанией CGC в 9.4 балла из 10, была продана в 2010 году за 75,000$. Оригинальная копия выпуска #35, оценённая CGC в 9.2 балла из 10, была продана в 2011 году за 30,000$

## Коллекционные издания
- Marvel Masterworks: Atlas Era Tales to Astonish (Marvel, 2006) ISBN 0785118896, ISBN 978-0785118893 (Переиздание Tales to Astonish #1-10)
- Marvel Masterworks: Atlas Era Tales to Astonish (Marvel, 2008) ISBN 978-0785129134 (Переиздание Tales to Astonish #11-20)
- Marvel Masterworks: Atlas Era Tales to Astonish (Marvel, 2010) ISBN 978-0785141969 (Переиздание Tales to Astonish #21-30)
- Essential Astonishing Ant-Man, Vol. 1 (Marvel, 2002) ISBN 078510822X, ISBN 978-0785108221 (Переиздание Tales to Astonish #27, 35-69)
- Essential Incredible Hulk, Vol. 1 (Marvel, 2006) ISBN 0785123741, ISBN 978-0785123743 (Переиздание Tales to Astonish #60-91)
- Essential Incredible Hulk, Vol. 2 (Переиздание Tales to Astonish #92-101)
- Essential Sub-Mariner Vol. 1 (Marvel 2009) (Переиздание Reprints Tales to Astonish #70-101)